# 安徽滁州琅琊经济开发区
安徽滁州琅琊经济开发区是中华人民共和国安徽省滁州市琅琊区的一个类似乡级单位。

## 行政区划
下辖以下地区：
安徽滁州琅琊经济开发区虚拟社区。